# Horch und Guck
Horch und Guck war eine Zeitschrift mit aktuellen Debatten zur Aufarbeitung der Geschichte der DDR. Sie wurde 1992 vom Bürgerkomitee „15. Januar“ e. V. in Berlin gegründet, das aus der Bürgerbewegung der DDR hervorging. Der Begriff „Horch und Guck“ bzw. „VEB Horch und Guck“ war im DDR-Sprachgebrauch eine volkstümliche Bezeichnung für das Ministerium für Staatssicherheit der DDR. Die letzte Ausgabe erschien 2017.

## Inhalte
In der Zeitschrift wurden neben Rückblicken auf kulturelle und politische Themen auch aktuelle Kontroversen behandelt. Ein besonderes Augenmerk legten die Macher auf eine Vielzahl von originalen Dokumenten, historischen Fotos und oft Fundstücken aus Stasi-Akten. Ein Überblick über Neuerscheinungen zum Thema DDR rundete das Magazin ab.

## Geschichte
Horch und Guck erschien ab 1992 in der Regel alle drei Monate in einer Auflage von 1.500 Exemplaren. Jedes Heft hatte einen thematischen Schwerpunkt, der etwa die Hälfte des Umfangs von durchschnittlich 80 Seiten einnahm. Nach anfänglicher Schwerpunktsetzung als zeitaktuelles politisches Feuilleton stand nun der historische Rückblick im Zentrum.
Ab 1998 wurde Horch und Guck von der Stiftung zur Aufarbeitung der SED-Diktatur finanziell unterstützt. Ende 2006 stellte die Stiftung ihre Förderung mit der Begründung ein, die Zeitschrift habe „zunehmend an Qualität, Themenvielfalt, Pluralität, Relevanz und Verbreitung“ verloren. Der Historiker Stefan Wolle, selbst Autor der Zeitschrift, hielt die Begründung der Stiftung für vorgeschoben und vermutete den Grund eher in der politischen Ausrichtung des Blattes. An anderer Stelle wird berichtet, dass es sich um einen Konflikt um den der Partei Die Linke nahestehenden Redakteur Erhard Weinholz handelte. Die nun als Bundesstiftung Aufarbeitung tätige Stiftung unterstützte die Herausgabe der Zeitschrift bis 2012.
Nach Änderungen im Vorstand des herausgebenden Vereins (Bürgerkomitee „15. Januar“) wurde im Sommer 2007 eine neue Redaktion berufen. Das letzte von der alten Redaktion verantwortete Heft erschien Ende Juni 2007 mit Schwerpunkt zu den Friedenswerkstätten in der Ostberliner Erlöserkirche in den 1980er Jahren (Heft 57 – 1/2007). Die neue Redaktion überarbeitete Konzept und Layout der Zeitschrift. Am 1. Dezember 2007 erschien das erste Heft der neuen Redaktion (Heft 58 – 2/2007) im neuen farbigen Layout mit dem Schwerpunkt „1968 und die DDR“. Seitdem erschien die Zeitschrift bis 2012 vierteljährlich. 2013 und 2014 wurde nur jeweils eine Nummer herausgegeben.
2014 wechselte Horch und Guck in die Trägerschaft des Bürgerkomitees Leipzig e. V. Das erste unter der neuen Trägerschaft veröffentlichte Heft erschien im Dezember 2014 als Heft 80. Themenschwerpunkt: „Wie viel SED steckt in der Linkspartei?“ Ein Doppelheft 82/83 (1–2/2016) erschien erst im September 2017 mit dem Themenschwerpunkt Friedliche Revolution und Deutsche Einheit. Eine Fortsetzung des Projektes war nach Auslaufen von Projektförderungen ungewiss.
Der Aufarbeitungsverein Bürgerkomitee 15. Januar e. V., Berlin gibt inzwischen als Nachfolge das Internetforum H-und-G.info (Heute und Gestern) heraus. Die Herausgeber bestätigten das Ende von Horch und Guck.